# Acanthocercus adramitanus
Acanthocercus adramitanus (лат.) — вид ящериц семейства агамовые. Эндемик Аравийского полуострова.

## Внешний вид
Агама средних размеров с длиной тела без хвоста до 15,7 см. Голова треугольной формы. Слуховые отверстия крупные, в два раза больше глаз, и имеют шипы по краям. Шипами также покрыты шея и бока головы. Туловище уплощено. По бокам спины проходят кожные складки. Чешуи спины по середине крупнее боковых и несут рёбрышки. Хвост цилиндрический, в 1,7 — 2,15 раз длиннее тела, покрыт кольцами из чешуй. Окраска разнообразна. Самцы ярко-синие с красным или оранжевым основанием хвоста. Самки и молодые ящерицы коричневатые с желтоватыми пятнами на спине.

## Распространение
Вид обитает на юге Аравийского полуострова от Таифа в Саудовской Аравии на севере через южный Йемен до Дофара в Омане.

## Образ жизни
Населяет скалистые биотопы с плотной растительностью на высоте до 2000 м над уровнем моря, встречаясь на вертикальных скалах, каменных ступенях и валунах. Может обитать вдали от воды, так как получает воду из пищи. Активен днём. Питается преимущественно насекомыми, в том числе муравьями, и другими членистоногими. Может поедать и растительность. Самки откладывают от 6 до 8 (редко до 12) яиц. Через 7 недель из них вылупляются детёныши.

## Природоохранный статус
Международный союз охраны природы рассматривает вид как «вызывающий наименьшие опасения».